# Aristolochia westlandii
Aristolochia westlandii är en piprankeväxtart som beskrevs av William Botting Hemsley. Aristolochia westlandii ingår i släktet piprankor, och familjen piprankeväxter. Inga underarter finns listade i Catalogue of Life.